# Tabanera la Luenga
Tabanera la Luenga és un municipi de la província de Segòvia, a la comunitat autònoma de Castella i Lleó.